# Salmonella
Salmonella je rod gramnegativních baktérií z čeledi Enterobacteriaceae, jehož zástupci způsobují onemocnění člověka a zvířat. Jedná se o gramnegativní, fakultativně anaerobní, nesporotvorné, většinou pohyblivé, rychle rostoucí baktérie, nenáročné na podmínky. Mezi nejvýznamnější onemocnění člověka způsobené salmonelami patří břišní tyfus, břišní paratyfus a salmonelóza z potravin.
Salmonely byly pojmenovány podle Daniela Elmera Salmona (1850–1914), amerického veterinárního patologa a profesora v uruguayském Montevideu. V letech 1884–1886 jako první izoloval z prasat uhynulých na klasický mor. Antibiotická rezistence může být způsobena změnou chovu prasat ve 20. století, a to díky velkochovům a využitím antibiotik.

## Patogeneze
Po požití kontaminované potravy pronikají salmonely do tenkého střeva, kde se množí a přitom jsou uvolňovány toxické látky, které pronikají do lymfatického a krevního oběhu K nejvýznamnějším toxinům patří endotoxin a v menší míře i ST a LT exotoxiny.

## Odolnost salmonel
Optimální teplota růstu se pohybuje kolem 37 °C, minimální teplota růstu je 5 °C, maximální 47 °C. Hraniční hodnota Aw = 0,92. Rozmnožuje se při hodnotách pH 3,8–9,5; optimum je neutrální pH. Koncentrace soli nad 9 % působí baktericidně.
Dělí se na víc než 2500 sérotypů, které se liší hlavně antigeny O a H. Zdrojem jsou hlavně ptáci, v jejichž zažívacím ustrojí salmonely přežívají. Na člověka se přenášejí typicky jejich vejci (po špatně provedeném chemickém ošetření skořápky vajec) a masem kontaminovaným při nesprávné manipulaci.
Oficiálně existují dva druhy salmonel: S. enterica a S. bongori.